# Comandante
Comandante és una pel·lícula documental del director estatunidenc Oliver Stone en què se sintetitzen 30 hores d'entrevistes al president cubà Fidel Castro gravades l'any 2002. La continuació d'aquesta pel·lícula és Looking for Fidel (2004).

## Argument
El documental és un retrat intimista de Fidel Castro, un dirigent present a l'escenari internacional durant més de mig segle. Després de 3 dies de rodatge i més de 30 hores d'entrevistes i converses, en surt un retrat íntim i humà del líder cubà. Stone es posa davant de la càmera, compartint el risc amb Castro, i crea així un clima proper que afavoreix unes respostes de Castro difícils d'obtenir d'una altra manera. El documental recull reflexions inèdites sobre l'estat del govern cubà, la situació política internacional i detalls reveladors de la història del segle xx.

## Estrena i distribució
La pel·lícula es va estrenar al Festival de Cinema de Sundance l'any 2003. Degut a les pressions dels anti-castristes cubanoamericans, no es va estrenar en cap sala comercial dels Estats Units d'Amèrica. La pel·lícula va ser produïda, en part, per HBO i estava prevista la seva emissió. Poc abans del llançament comercial, després que Cuba executés tres segrestadors d'un transbordador marítim cap als Estats Units i empresonés més de 70 dissidents polítics, HBO la va treure del programa comercial.
La pel·lícula només es va distribuir com a DVD de regió 2 i, per tant, no es pot veure en la majoria de reproductors de DVD nord-americans. Tot i això, el 2004 va sortir a la venda un recopilatori de les pel·lícules d'Oliver Stone on també s'hi inclou Comandante.

## Curiositats
Al començament de la pel·lícula, quan Castro i Stone es troben al Palacio de la Revolución, es pot veure al fons a l'esquerra l'actor i director espanyol Santiago Segura.